# Obituary
Obituary er et amerikansk dødsmetal-band, som blev dannet i 1984, under navnet Executioner i Tampa, Florida af John Tardy og Donald Tardy i en alder af 17 og 15 år. Da gruppen opdagede, at der allerede var et band fra Boston med dette navn, ændrede de i 1986 navn til Xecutioner. Under dette navn blev den den første officielle medlemsbesætning samlet, bestående af John Tardy (vokal), broren Donald Tardy (trommer), Trevor Peres (rytmeguitar), Allen West (leadguitar), og Daniel Tucker (bas). Bandet udgav en demo der fangede pladeselskabet Roadrunner Records interesse, hvilket førte til en pladekontrakt. I 1988 ændrede de navn til Obituary, og udgav debutalbummet Slowly We Rot, som blev modtaget utrolig positivt i undergrunden, og skrevet ind i historien som en af dødsmetallens milepæle. Samme år blev Tucker afløst af den tidligere Hellwitch bassist Frank Watkins. De to følgende albums Cause of Death og The End Complete blev mødt med samme begejstring som det første, og ligeledes anset som indflydelsesrige dødsmetaludgivelser. Som mange andre dødsmetal-bands i midten af 1990'erne, oplevede Obituary også tilbagegang i pladesalget, men det lykkedes alligevel med World Demise, at bryde ind på nogle nationale hitlister. I 1997 valgte gruppen at holde en lille pause, der dog endte med at vare 6 år, inden de i 2003 fandt sammen igen, og udgav Frozen in Time. Nogenlunde efter udgivelsen skiltes vejene mellem dem og deres mangeårige pladeselskab Roadrunner Records, hvorefter de valgte at skrive kontrakt med Candlelight Records. Til det syvende album Xecutioner's Return var Obituary nødsaget til at finde en ny lead guitarist, idet Allen West, efter flere advarsler, blev fængslet for spirituskørsel. Valget faldt på den tidligere Deicide guitarist Ralph Santolla, som har været et fast medlem lige siden. Til dato har Obituary udgivet otte studiealbums, to ep'er, et live album og 2 dvd'er. Yderligere har Roadrunner udgivet to opsamlingsalbums, uden ønske fra bandet.
Generelt anses Obituary som et meget indflydelsesrigt dødsmetal-band, der var med til at populariseret den Floridianske dødsmetal-scene, som opstod i slutningen af 1980'erne, sammen med andre bands som Death, Morbid Angel og Deicide.

## Biografi

### De tidlige år (1980-1987)

#### Som Executioner
I 1980 flyttede de to brødre John og Donald Tardy med deres familie fra Miami til Tampa i Florida. De to brødre blev hurtigt motiverede af den lokale undergrund med bands som Savatage og Nasty Savage. "Vi begyndte at hænge ud med disse folk, og jeg syntes de var de fedeste," forklarede John Tardy. På dette tidspunkt havde de ingen instrumenter, og begyndte at besøge en ven, der havde et trommesæt, hvor de kunne spille. I 1984 dannede broderduoen deres første garageband ved navn Executioner, med Donald Tardy på trommer, og John Tardy på alle andre slags instrumenter, hvilket afhang af, hvad han kunne finde. Noget tid efter rekrutterede de D. Tradys klassekammerat Trevor Peres, som guitarist. "Han havde en tromme, jeg havde en guitar," forklarede Peres, "og vi vidste knap nok, hvordan man spillede på nogen af dem". Derved blev Donald Tardy fast trommeslager, John Tardy vokalist og Trevor Peres guitarist.
Allerede i 1984 indspillede Executioner en demo ved navn Metal Up Your Ass. "Vi gik stadig i highshcool, og vores forældre dækkede derved omkostningerne til indspilningerne", fortalte Donald Tardy. På dette tidlige tidspunkt spillede gruppen thrash metal stærkt inspireret af Slayer og Metallica. Dette tog dog en brat ændring efter Peres hørte Celtic Frosts debutalbum Morbid Tales. Dette fik ham til at skrive bandets daværende hårdeste sang ved navn "I'm in Pain", hvorefter han tiggede John Tardy, om at bruge mere ekstreme vokaler end blot de almindelige aggressive thrash metal-vokaler, hvilket lykkedes. Med John Tradys nye vokalstil begyndte de første tegn på en ny musikalsk vej at vise sig. 
På dette tidspunkt var Peres deres eneste faste guitarist, og rollen som anden guitarist havde i kort periode været besat af Jerry Tidwell, og senere Mark Vito. I 1986 rekrutterede de den tidligere Massacre guitarist Allen West og bassist Jerome Grable, som derved blev bandets første stabile besætning.

#### Som Xecutioner
I 1986 så bandet sig nødsaget til at ændre navn, idet der allerede eksisterede et band fra Boston ved navn Executioner. Derved skiftede de navn til Xecutioner, og indspillede samme år en demo, der blev utroligt populær og efterspurgt blandt båndbyttere i undergrunden. Demoen nåede også Violent Noise magasinets redaktør Borivoj Krgin, som straks blev grebet af Tardys stemme. Sammen med kammeraten Marty Edger lavede de en opsamlings lp med deres favorit demobånd fra undergrunden. De kontaktede blot de forskellige grupper, og fik en mundtlig tilladelse, mens de påmindede dem om, at ingen ville få nogen penge ud af pladen. Albummet fik navnet Raging Death, og blev udgivet i 1987 gennem Borivojs pladeselskab Goldly Records. Hans interesse voksede dog meget for Xecutioner, og han lovede at prøve, at skaffe dem en pladekontrakt, og hvis dette mislykkedes ville han skrive kontrakt med dem. I første omgang finansierede han dog, med få hundrede dollars, kort indspilningstid i Morrisound Studio med dødsmetalproduceren Scott Burns. Dette førte til en demo, som Krgin afspillede for sin ven Monte Conner lederen af pladeselskabet Roadrunner Records. Han skrev kontrakt med gruppen, og dækkede omkostningerne til indspilning af fire sange mere. Omkring 1987 begyndte den floridianske dødsmetalmetalscene at udvide sig, hvilket gav gruppen mulighed til lokale optrædener at opvarme for bands som Nasty Savage og Death. Bassisten Jerome Grable blev på dette tidspunkt erstattet af Peres' ven Daniel Tucker, idet Grable ønskede at gå en anden vej musikalsk.

### Navneskifte og debutalbum (1988-1989)
I 1988 skiftede bandet navn fra Xecutioner til Obituary, eftersom der allerede var et band fra Massachusetts med dette navn. Efterfølgende tog bandet til Morrisound Studio med produceren Rick Miller for at indspille deres første album. Midtvejs måtte Miller droppe projektet, og rejse hjem, da et af hans familiemedlemmer var blevet ramt af sygdom. Derved overtog produceren Scott Burns. Om indspilningerne udtalte John Tardy: "De jammede bare, og satte noget sammen, og så begyndte jeg at synge noget imellem, jeg ville synge. (...) Jeg fandt bare på noget, som muligvis ikke engang var ord, men som bare lød godt." Obituary færdiggjorde otte spor, men Roadrunner ønskede et længere album, hvilket medførte, at de tilføjede fire ekstra sange som de havde liggende. Albummet fik titlen Slowly We Rot, og blev udgivet i januar 1989. Bemærkelsesværdigt ved albummet var, at til forskel for meget andet dødsmetal på denne tid, indeholdt dette også langsomme passager. Blandt fans blev der også skabt mistanke om, at der ikke var nogen sangtekster, idet bandet havde undladt at få dem trykt på omslaget. Udgivelsen vakte stor opsigt i hele undergrunden, og bragte dødsmetal til nye højder, især med John Tardys vokal, der blev anset som den mest ekstreme på den tid. "På dette tidspunkt vidste vi ikke engang, det var blevet en succes," fortalte Peres. "Vi var ligeglade, vi arbejdede og spillede til lokale shows (...) Vi var fulde af testosteron, og ville bare spille musik – det var alt vi tænkte på." Usædvanligvis tog bandet heller ikke på turné for at promovere Slowly We Rot. "Det var 1989, og vi gik i highschool," udtalte Donald Tardy, "hvilket band tager på turné i highschool? (...) Jeg ejede ikke engang en bil. Vi var alt for unge." Der opstod konflikter i gruppen, da bassisten Daniel Tucker holdt op med at dukke op til indøvningerne, og lod sin bas og højtalere stå hjemme hos Donald Tardy i flere uger. De valgte derved at fyre ham, og søge efter en ny. Valget faldt på den tidligere bassist for Hellwitch, Frank Watkins. Om forskellen mellem Tuckers stil og sin egen udtalte han: "Jeg tror den eneste forskel var, at Daniel kom fra et metalinspireret miljø, og jeg fra et punk og hardcore miljø."

### Cause of DeathogThe End Complete(1990-1992)
I midten af efteråret 1990 indkvarterede Obituary sig atter i Morrisound Studio, med et budget på 15.000 dollars, samt fornyede instrumenter til at indspille et nyt album. Kort forinden havde leadguitaristen Allen West udbedt sig barselsorlov på ubestemt tid, da hans kone var gravid med sit første barn. Produceren Scott Burns søgte rundt i det opblomstrende dødsmetalmiljø efter en midlertidig guitarist, og fandt Death-guitaristen James Murphy. Udover det nye materiale genindspillede de også sangen "Find the Arise" fra Xecutioner-demoen. Under de mange pauser fra indspilningerne sad gruppen, og jammede Celtic Frost nummeret "Circle of the Tyrants", hvilket kom til at lyde så godt, at de kort tid forinden indspilningsprocessens afslutning valgte, at føje den til sporlisten. Til omslaget valgte de Michael Whelans tegning Lovecraft's Nightmare". Albummet fik navnet Cause of Death og blev udgivet i 1990. Udgivelsen blev hyldet af både anmeldere og fans, og viste musikalsk udvikling i skriveprocessen, samt sammenhæng mellem numrene ved hjælp af atmosfæregivende samples. All Music Guide bemærkede forskellen mellem guitaristerne West og Murphys stile, og kaldte udgivelsen en hybrid af Death og Obituary. I sommeren 1990 tog Obituary på deres første turné i USA, som støtte til thrash metal bandet Sacred Reich, rejsende rundt i en bil med trailer. Sent i august (blot ti dage efter Amerika-turnéen) rejste gruppen til Europa, og turnerede med Morgoth og Demolition Hammer. Under turnéen blev bandet forbavsede over deres udbredelse i Europa. "Første gang i Europa opdagede vi, at de europæiske fans elskede os, hvilket var en god begyndelse," fortalte Donald Tardy. Efter hjemkomsten til Tampa var der ikke meget tid til afslapning, eftersom de allerede i november skulle på en USA-turné, denne gang i følgeskab med venskabsbandet Sepultura, hvor gruppen nu oplevede, at spille for et større publikum, og med flere optrædende på programmet. Under turnéen begyndte gruppens utilfredshed med James Murphy at vokse, "Da vi begyndte at turnere, så vi en anden side af James. Han brokkede sig altid over noget, så jeg gav ham øgenavnet Jim the Bitch," fortalte Frank Watkins. Dette medførte at Obituary i 1991 valgte at fyre ham, nogenlunde samtidig med West kom tilbage fra barsel. Længe havde han ikke været i bandet, før de i foråret 1991 var booket til flere optrædener i Europa for et endnu større publikum end sidst. 
Efter turnéen i 1991 tog Obituary til Morrisound Studio sammen med produceren Bruns for at indspille deres næste album. Til dette havde de inviteret Possessed-vokalisten Jeff Becerra til at komme, og synge bagvokal. Dette blev dog ikke til noget, da andre planlægninger kom i vejen for Becerra. Albummet fik navnet The End Complete, og blev udgivet den 21. april 1992. The End Complete blev modtaget med vældig begejstring af både anmeldere og fans, og med sine 100.000 solgte eksemplarer blev det kåret som det bedst sælgende dødsmetalalbum. Yderligere brød udgivelsen ind på den tyske og britiske hitliste samt den amerikanske Top Heatseekers liste. All Music Guide roste albummet, og markerede den vigtige tilføjelse af den tidligere guitarist Allen West, men advarede også mod faren for at skabe for ensformige sange frem i tiden. Efterfølgende var Obituary atter på turné i Europa, denne gang som hovednavne sammen med Napalm Death, frem for bare at optræde som støttegruppe. De to bands veje splittedes, idet Obituary fortsatte til USA, hvor de blandt andet optrådte med Cannibal Corpse.

### World Demise,Back From the Deadog pause (1993-1997)
I 1993 tog Obituary til Morriosund Studio for at indspille deres fjerde album, World Demise. Idemæssigt drog gruppen nogle nye syn ind i studiet, som medførte et tungere og mere rytmisk album, til forskel for de ofte hurtige dødsmetalalbums. Selve udgivelsen blev forsinket en del, idet produktionen tog 3 til 6 måneder længere end bandet havde forventet. Om Indspilningerne udtalte Frank Watkins: "World Demise var et fedt album at indspille, fordi vi eksperimenterede med forskellige lyde." En måned inden udgivelsen valgte de, at udgive en ep ved navn Don't Care, der indeholdt sange, som var med på den kommende udgivelse. World Demise blev udgivet i 1994, og nogenlunde modtaget af fansene, hvor det blandt andet lykkedes den at nå en 17. plads på Top Heatseekers-listen. Trods dette begyndte albumsalget generelt for dødsmetalbands, inklusiv Obituary, at falde i forhold til det store salg i begyndelsen af 1990'erne, hvilket medførte at flere pladeselskaber annullerede deres kontrakter med forskellige grupper. Alligevel beholdte Roadrunner Obituary, idet de stadig var meget vigtige, og hjalp med, at promovere pladeselskabet. Trods krisen for mange dødsmetal-bands tog Obituary på turné i USA og Canada med Napalm Death og Machine Head, efterfulgt af en turné i Europa med blandt andet Eye Hate God og Asphyx. 
I 1996 havde bandet nok materiale, og var endnu engang på vej i studiet. Denne gang faldt valget dog på Criteria Recording i Miami Florida frem for Morrisound Studio. Yderligere blev Jaime Locke hyret som producer. Albummet fik navnet Back From the Dead, og udgivet i 1997, hvor den nåede plads 25 på Top Heatseekers. En aften i studiet hvor Obituary sad sammen med DJsene Diablo D og Skinner T, valgte de for sjov, at lave en rap metal-sang, der fik navnet "Bullitary", som kom med på sporlisten. Om albummet forklarede Watkins: "Titlen refererer til os, som er vendt tilbage fra de døde. Vi holdt en pause på 3 år, og vendte tilbage fra de døde. Vi er også store fans af House of Pain, og de har lavet en sang ved navn "Back From The Dead" (...) Vi kan virkelig godt lide NY-hardcore lyden, og disse inspirationer kom med på albummet." Albummet var dog ifølge musikindustrien et tegn på at gruppen var ved at blive gamle, og i et interview erkendte Trevor Peres også sin overraskelse over dødsmetalscenenens faldende popularitet. Yderligere voksede utilfredsheden også med Roadrunner Records, idet gruppen følte, de ikke havde gjort meget for at promovere dem. Om hele situationen forklarede Watkins: "der var masser af meninger i bandet på denne tid. Vi brugte flere penge end vi tjente, pladeselskabet [Roadrunner] stoppede med at støtte os, og vi var alle ved at blive ældre, og for første gang i vores liv indså vi, at dette ikke kunne fortsætte for evigt. Så vi havde alle forskellige valgmuligheder i bandet." Mens alle problemerne stod på havde Obituary været på deres Back From the Dead-turné, hvor der blev indspillet et livealbum ved navn Dead den 10. september 1997. Da turnéen sluttede i 1998, begyndte medlemmerne, at fokusere på andre projekter, hvilket førte til at gruppen holdt pause. John Tardy fandt arbejde i en kammerats computerbutik, Trevor Peres dannede bandet Catastrophic, Allen West begyndte at fokusere på Six Feet Under, Donald Tardy slog sig til Andrew W.K. og Frank Watkins fandt arbejde i en bankvirksomhed.
Som tiden gik begyndte fansene at tvivle på en genforening, og skepsissen blev ikke mindre, da Roadrunner nærmest rejste en gravsten for dem med opsamlingsalbummet Anthology i 2001, som udover sange fra de fire albums også indeholdt uhørte demoindspilninger, inklusiv et cover af Venoms sang "Buried Alive", der blev lavet under indspilningerne til World Demise.

### Genforening ogFrozen in Time(2003-2007)
Da Andrew W.K. spillede til Ozzfest i 2001, spurgte han Donald Tardy, om han ikke ville kontakte sin bror, så de kunne spille "Chopped in Half" på scenen. John Tardy takkede ja, og tog af sted. Efterfølgende blev de andre medlemmer kontaktet, og det endte med, de sang flere. Det var dog først i 2003, hvor de blev tilbudt at optræde sammen med Savatage, at medlemmerne satte sig i samme rum, og begyndte at udarbejde nyt materiale. I 2004 tog bandet i studiet for at indspille et nyt album. Selve materialet havde været færdiggjort fem måneder forinden, og genøvet konstant i John Tardys garage. På dette tidspunkt havde Scott Burns endt sin karriere som musikproducer, hvilket medførte at Mark Prater blev valgt i stedet. Gruppen inviterede alligevel Burns i studiet for at hjælpe til, hvilket endte med, at han blev nævnt som medproducer. Om indspilningsprocessen udtalte Donald Tardy: "Vi var ekstremt fokuseret og forberedt. Det var utroligt, hvor hurtige vi var til at indspille dette album." Udgivelsen fik navnet Frozen in Time og blev udgivet den 11. juli 2005. Albummet blev godt modtaget, og brød ind på den tyske hitliste som nummer 93 og som nummer 44 på Top Heatseekers. All Music Guide priste albummet, og kaldet det noget af Obituarys bedste, også sammenlignet med udgivelserne fra deres storhedstid. I kølvandet fulgte en USA-turné med Napalm Death. Omkring dette tidspunkt opstod der uenigheder i gruppen som medførte at Allen West forlod bandet. Han sluttede sig dog til dem igen 24 timer efter. I sensommeren 2006 rejste Obituary til Europa for at turnere, hvilket resulterede i deres første dvd ved navn Frozen Alive, som blev udgivet af Metal Minds Productions. 
Et problem der blev ved med at dukke op, var Obituarys voksende utilfredshed med Roadrunner Records. "Det var simpelt et pladeselskab, der ikke længere satte pris på et af deres første dødsmetal-bands, og vi er blevet ignoreret, og de har ingen interesse i at promovere bandet, og har ingen respekt for hvad bandet manglede, vi var et af de første dødsmetal-bands, der gjorde dem kendte, og det satte de ikke pris på så derfor vidste vi, det var tid til, at komme videre," fortalte Donald Tardy.
I deres søgen efter et nyt pladeselskab hyrede de den 40 års erfarne forretningsrådgiver Stan Vincent, som udarbejdede en liste med bandets ønsker, og begyndte at søge. Efter mange tilbud faldt de over Candlelight Records. "Candlelight er et mindre pladeselskab, hvilket er godt for os," udtalte Peres, "Store ting kan ske i et lille pladeselskab".
 

I 2007 ramte flere ulykker gruppen, idet den mangeårige leadguitarist Allen West blev sendt i fængsel efter fire advarsler for spritkørsel. Om hele situationen, og om West de sidste par år, udtalte John Tardy: 
| Citat | "Jeg kan fortælle dig, det har været en mundfuld gennem årene. De sidste par år har faktisk været hårde. Du ved, du sidder der og tigger og beder en voksen mand, og du må bede og forklare, hvor vigtigt det hele er lige nu, og igen falder han fuld på næsen, og dukker op til indøvninger, og er så fuld, at han ikke kan spille, og klokken var 11 om morgenen. Det var ikke spor sjovt. | Citat |
|       | |       |

Afløseren blev den tidligere Deicide guitarist Ralph Santolla, som de medlemmerne roste for sine kvalificerede guitarevner.

### Xecutioner's ReturnogDarkest Day(2007-)
Den 27. august 2007 udgav bandet deres syvende album Xecutioner's Return. I modsætning til alle forrige udgivelser blev dette indspillet i John Tardys nye hjemmestudie. Miksningen fandt dog sted i RedRoom Records, og masteringen i Morrisound Studio med produceren Mark Prator. Dette var derved det første Obituary album, som Scott Burns ikke bidrog til. Selve titlen blev en hyldest til fortiden, (idet Xecutioner var deres tidligere navn) efter de mange omvæltninger, som eksempelvis nyt pladeselskab. Udgivelsen blev taget godt imod af fans, og endte som nummer 27 på Top Heatseekers. Samme år måtte bandet overrasket finde et opsamlingsalbum ved navn The Best of Obituary på hylderne, som de ikke kunne huske at have udgivet. Dette skyldtes dog, at det tidligere pladeselskab Roadrunner havde udgivet det, uden tilladelse fra gruppen. 
Samme år fik gruppen yderligere lejlighed til at afprøve det nye studie hos John Tardy, da de indspillede og udgav deres anden ep ved navn Left to Die, som blandt andet indeholdt en genindspilning af titelsporet "Slowly We Rot", fra deres debutalbum, og gruppens andet Celtic Frost cover "Dethroned Emperor." Genindspilningen af "Slowly We Rot" skyldtes, at på den oprindelige udgivelse havde de brugt E-stemning nu ønskede de at bruge D. Obituary tog derefter på USA-turné med Alabama Thunderpussy, Full Blown Caos og Hemlock. Året efter tog de på turné i Europa med det tyske thrash metal-band Holy Moses. De to guitarister Santolla og Peres endte endda med, at bidrage som gæsteguitarister på Holy Moses' album Agony of Death fra 2008. Deres sidste show i Europa foregik til Party.San Open Air festivalen i Tyskland. Efter koncerten fik gruppen at vide, de var blevet filmet, og at det ville blive udgivet som et livealbum i 2009. 
I begyndelsen af 2009 havde Obituary allerede indspillet nye sange i Tardys studie til et kommende album. "Vi skrev og indspillede hurtigere end vi nogensinde havde gjort," fortale Donald Tardy, "Når vi skriver sange og indspiller ved vi, hvad vi vil, og vi er meget afslappet." Albummet fik navnet Darkest Day, og blev udgivet i juni 2009. Darkest Day blev modtaget med enorm tilfredshed af fansene, og med det samme kaldt et klassisk Obituary-album, dog med lidt spredte meninger om det mest mindede om The End Complete eller World Demise. "Det ser ud til at mange går i dybde med Darkest Day, og det er en god ting," sagde John Tardy, "(...) vi er virkelig tilfredse med udfaldet. Jeg mener, vi har bare gjort som vi plejer. Vi fandt bare sammen, og begyndte at jamme." Efterfølgende tog de på turné i USA, blandt andet sammen med Goatwhore og Krisiun. Nogenlunde omkring slutningen af 2009 udkom livealbummet, optaget til Party.San Open Air året forinden, ved navn Live Xecution - Party.San 2008. I januar 2010 er der blevet annonceret koncerter i Sydamerika, og senere i marts, shows i Europa. Yderligere er der også gået rygter om en Florida dødsmetal-turné, bestående af Obituary, Morbid Angel, Deicide, Six Feet Under og Cannibal Corpse, intet er dog besluttet endnu.

## Musikalsk stil
Obituary var blot et af en lang række bands fra Florida, der dukkede op i slutningen af 1980'erne og bidrog til udviklingen af dødsmetal. Debutalbummet Slowly We Rot gjorde sig især bemærket med sine nedstemte brutale guitarriffs, kaotiske soloer og knusende trommer. Til forskel for mange andre dødsmetal-bands, som udelukkede byggede videre på thrash metals hastighed, valgte Obituary også at blande langsomme passager ind i lydbilledet, der nærmest gav det et doom-agtigt præg. Det der dog adskilte dem fuldkommen fra andre floridianske dødsmetal-bands var John Tardys unikke growlede vokalstil, der også er blevet kaldt Obituarys "varemærke". "'(...) fyren lyder som om han lider, som var en kniv blevet stukket ind i maven på ham eller noget," udtalte anmelderen Phil Freeman fra All Music Guide om vokalstilen. Ved udgivelsen af det andet album Cause of Death var der sket små ændringer i musikstilen, hvilket hovedsageligt skyldtes at Death-guitaristen James Murphy skrev soloerne frem for Allen West, som var gået på barsel. Anmelderen Freeman kaldte det en hybrid af Death og Obituary, og påpegede at de progressive elementer, (blandt andet bestående af længere sange) kunne skyldes Murphys indflydelse. I et interview udtalte Donald Tardy dog, at West havde skrevet hele albummet med dem, og der hvor Murphy hjalp var med soloerne. Cause of Death indeholdt desuden mange atmosfæregivende samples og lydeffekter, som fuldkommen blev fravalgt på det langsommere og mere iørefaldende album The End Complete. Hovedsageligt er Obituary kendt som et band, der ikke bringer nye ideer og elementer ind i deres musikstil, men holder sig til det klassiske. Med hensyn til dette har medlemmerne udtryk i flere interview, at de følger et floridiansk ordsprog, der siger: "Hvis det ikke er i stykker, så lad være med at lave det." Mere generelt udtalte Donald Tardy:
| Citat | Det betyder simpelt, at vi ved Obituarys fans elsker Obituarys musik. Du ved hvis Slayer udgiver et album, der lyder fuldkommen anderledes, tror jeg ikke deres fans ville blive glade. Vi køber Slayer-albums, fordi vi kan lide Slayer, og vi ved hvad vi forventer, og jeg tror, det er på samme måde med Obituary. Jeg tror fans køber Obituary albums, fordi de vil lytte til Obituary. Du ved i andre projekter og andre ting i fremtiden, vil jeg altid afprøve forskellige musikstile, men med Oituary vil vi beholde det samme, fordi vi ved det er en speciel magisk ting, som vi har, så vi vil absolut holde os til hvad Obituary bør være. | Citat |
|       | |       |

Obituary har aldrig haft nogen officielle sangtekster trykt på deres albumomslag. John Tardy har dog altid haft sangtekster, men har udtalt, der ikke er nogen decideret budskaber, bare nogle tilfældige ord om døden, og resten er bare growl. Donald Tardy forklarede i et interview, at de bekymrer sig mere om selve lyden af vokalerne, der skaber en bestemt stemning frem for sangteksterne. Ofte sætte Peres og D. Tardy sig ned, og begynder at spille et eller andet, hvorefter John Tardy lægger improviseret vokaler til.

## Medlemmer
| - John Tardy - Vokal (1985-1997, 2003-) - Ralph Santolla - Lead guitar (2007-) - Trevor Peres - Rytmeguitar (1985-1997, 2003-) - Terry Butler - Bas (2010–present) - Donald Tardy - Trommer (1985-1997, 2003-) | - Allen West - Leadguitar (1985-1989, 1991-1997, 2003-2006) - James Murphy - Leadguitar (1990-1992) - Daniel Tucker - Bas (1988-1989) - Frank Watkins - Bas (1985-1997, 2003-2010) |

## Diskografi
| - 1989: Slowly We Rot - 1990: Cause of Death - 1992: The End Complete - 1994: World Demise - 1997: Back From the Dead - 2005: Frozen in Time - 2007: Xecutioner's Return - 2009: Darkest Day - 2014: Inked in Blood - 2017: Obituary - 1998: Dead | - 2001: Anthology - 2008: The Best of Obituary - 1994: Don't Care - 2008: Left to Die - 2016: Ten Thousand Ways to Die - 2006: Frozen Alive - 2009: Live Xecution in Bad Berka 2008 |

## Fodnoter
1. 1 2 3 4 5 6 7 8  "Interview: Obituary vocalist John Tardy talks about "Darkest Day," his career in music and the band's influence on death metal". Hentet 2009-11-28.
2. ↑  "Interview with John Tardy from OBITUARY". Arkiveret fra originalen 7. februar 2009. Hentet 2009-12-30.
3. 1 2  "Metallum: Obituary". Hentet 2009-11-28.
4. 1 2 3 4 5 6 7 8 9  "Interview med Donald Tardy". Malek Baali. Arkiveret fra originalen 27. juni 2009. Hentet 2009-12-24.
5. 1 2 3  "Obituarys officielle hjemmeside". Arkiveret fra originalen 10. februar 2010. Hentet 2009-12-24.
6. 1 2  "All Music Guide: Obituary biografi". Jason Birchmeier. Hentet 2010-01-06.
7. 1 2 3  "Obituary". Justin Donnelly. Hentet 2010-01-05.
8. 1 2 3  Mudrian 2004, s. 88
9. ↑  Mudrian 2004, s. 87
10. ↑  Executioner på Encyclopaedia Metallum
11. 1 2  Mudrian 2004, s. 90
12. 1 2  Mudrian 2004, s. 91-92
13. 1 2  Mudrian 2004, s. 93
14. 1 2  "Obituary Interview". Chad Bowar, About.com. Arkiveret fra originalen 1. januar 2010. Hentet 2009-12-24.
15. 1 2  Mudrian 2004, s. 144-145
16. 1 2 3  "MusicMight: Obituary". Garry Sharpe-Young. Hentet 2009-12-24.
17. 1 2 3 4 5 6 7  "Interview med Frank Watkins". László Dávid. Arkiveret fra originalen 1. juni 2009. Hentet 2009-12-25.
18. 1 2  Metalized (magasin) nr.65: Side 66. Udgivet december 2009.
19. 1 2  "AllMusic: Cause of Death". Jason Birchmeier. Hentet 2009-12-26.
20. ↑  "Metalstorm Obituary - The End Complete". Hentet 2009-12-30.
21. ↑  "chartverfolgung". Arkiveret fra originalen 5. september 2009. Hentet 2009-12-30.
22. ↑  "chartstats.com". Arkiveret fra originalen 26. maj 2012. Hentet 2009-12-30.
23. ↑  "AN INTERVIEW WITH OBITUARY". RK. Hentet 2010-01-02.{{cite web}}:  CS1-vedligeholdelse: url-status (link)
24. ↑  "AllMusic: World Demise". Vincent Jeffries. Hentet 2010-01-03.
25. ↑  Mudrian 2004, s. 204
26. ↑  "AllMusic: Back From the Dead". Steve Huey. Hentet 2010-01-03.
27. ↑  "Interview med John Tardy". deathgrind.moontales.com. Arkiveret fra originalen 16. december 2007. Hentet 2010-01-03.
28. ↑  Mudrian 2004, s. 233
29. ↑  "Interview with Donald Tardy of Obituary". Yiannis D. Arkiveret fra originalen 2. januar 2010. Hentet 2010-01-03.
30. 1 2 3  "OBITUARY - INTERVIEW WITH JOHN TARDY". Rebel Extravaganza. Arkiveret fra originalen 4. december 2009. Hentet 2010-01-03.
31. 1 2  "Interview with John Tardy". DeathWish. Arkiveret fra originalen 21. februar 2013. Hentet 2010-01-04.
32. ↑  "Interview with John Tardy". Brian Rademacher. Hentet 2010-01-04.
33. ↑  "Donald Tardy of Obituary". Patrick Rennick. Arkiveret fra originalen 1. november 2008. Hentet 2010-01-04.
34. ↑  "chartverfolgung". Arkiveret fra originalen 5. september 2009. Hentet 2010-01-04.
35. 1 2  "All Music Guide: Frozen in Time". Jason Birchmeier. Hentet 2010-01-04.
36. 1 2 3 4 5  "Obituary (Donald Tardy)". Karagiannidis Panagiotis. Arkiveret fra originalen 23. september 2009. Hentet 2010-01-04.
37. 1 2 3  "INTERVIEW WITH JOHN TARDY". Arkiveret fra originalen 7. februar 2009. Hentet 2010-01-04.
38. ↑  "AllMusic: Xecutioner's Return". Alex Henderson. Hentet 2010-01-05.
39. ↑  "Interview with Frank Watkins from Obituary on Touring, Recording, and Being Pioneers". theharpy. Hentet 2010-01-05.
40. ↑  "Obituary: 'Darkest days' ahead". Live-Metal.Net. Arkiveret fra originalen 29. juli 2009. Hentet 2010-01-06.
41. ↑  Obituary tourdates Arkiveret 9. februar 2010 hos  Wayback Machine på www.obituary.cc
42. ↑  "blabbermouth: OBITUARY To Release Concert DVD In June - Mar. 13, 2009". blabbermouth. Arkiveret fra originalen 19. marts 2009. Hentet 2010-01-06.
43. 1 2  "Candlelight: Obituary". Candlelight. Arkiveret fra originalen 15. februar 2012. Hentet 2010-01-06.
44. ↑  "All Music Guide: Slowly We Rot". Phil Freeman. Hentet 2010-01-06.
45. ↑  "Interview with the legendary vocalist John Tardy of the classic death metal band Obituary". Adam Conrad. Hentet 2010-01-07.
46. ↑  "Obituary - Interview with Donald Tardy". visions-underground. Arkiveret fra originalen 30. januar 2009. Hentet 2010-01-07.
47. ↑  "Shaxul's interview with John Tardy (Obituary)". Shaxul. Arkiveret fra originalen 4. marts 2016. Hentet 2010-01-07.